# Mellanvästra USA

En karta över det område, med tolv delstater (markerade i rött), som enligt amerikanska folkräkningsmyndigheten U.S. Census Bureau utgör Mellanvästern.

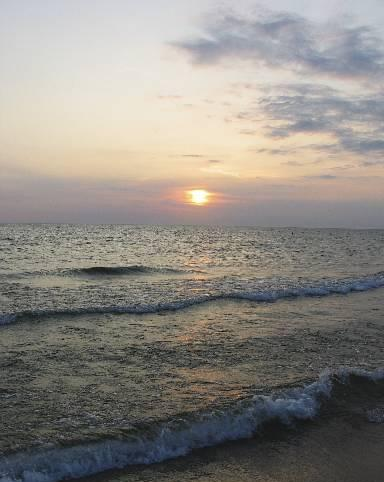
Michigansjön sträcker sig genom fyra delstater i Mellanvästra USA: Michigan, Indiana, Illinois, and Wisconsin.

Mellanvästern eller Mellanvästra USA (engelska: Midwestern United States, Midwest, U.S. Midwest eller Middle West) är ett samlingsnamn för de av USA:s delstater som ligger väster om bergskedjan Appalacherna, norr om Ohiofloden och öster om Klippiga bergen.

## Delstater som utgör Mellanvästern
- Illinois
- Indiana
- Iowa
- Kansas
- Michigan
- Minnesota
- Missouri
- Nebraska
- North Dakota
- Ohio
- South Dakota
- Wisconsin